# Dumitru Răducanu
Dumitru Răducanu (Bucarest, 19 luglio 1967) è un ex canottiere rumeno.

## Palmarès

### Olimpiadi
- 3 medaglie:
  - 1 oro (Barcellona 1992 nel quattro con)
  - 1 argento (Los Angeles 1984 nel due con)
  - 1 bronzo (Barcellona 1992 nel due con)

### Mondiali
- 6 medaglie:
  - 1 oro (Strathclyde 1996 nel quattro con)
  - 3 argenti (Hazewinkel 1985 nel due con; Vienna 1991 nel quattro con; Strathclyde 1996 nel due con)
  - 2 bronzi (Colonia 1998 nell'otto; St. Catharines 1999 nel quattro con)